# Кобилецько-Полянська селищна рада
Кобиле́цько-Поля́нська се́лищна ра́да — адміністративно-територіальна одиниця та орган місцевого самоврядування в Рахівському районі Закарпатської області. Адміністративний центр — селище міського типу Кобилецька Поляна.

## Загальні відомості
- Населення ради: 3 411 осіб (станом на 1 січня 2011 року)

## Населені пункти
Селищній раді підпорядковані населені пункти:
- смт Кобилецька Поляна

## Склад ради
Рада складається з 24 депутатів та голови.
- Голова ради: Гота Іван Іванович
- Секретар ради: Гілазова Валентина Тіберівна

### Керівний склад попередніх скликань
| Прізвище, ім'я, по батькові | Основні відомості                                                              | Дата обрання | Дата звільнення |
| --------------------------- | ------------------------------------------------------------------------------ | ------------ | --------------- |
| Біляк Іван Павлович         | Селищний голова, 1950 року народження, член Партії регіонів                    | 26.03.2006   | 28.01.2008      |
| Либавка Богдан Іванович     | Селищний голова, 1963 року народження, освіта середня спеціальна, безпартійний | 31.10.2010   | 11.11.2015      |
| Гота Іван Іванович          | Селещний голова, священик УПЦ КП, безпартійний                                 | 11.11.2015   |                 |

Примітка: таблиця складена за даними сайту Верховної Ради України

### Депутати
За результатами місцевих виборів 2010 року депутатами ради стали:

#### За суб'єктами висування
| Суб'єкт висування | Кількість обраних депутатів | %    |
| ----------------- | --------------------------- | ---- |
| Партія регіонів   | 22                          | 91,7 |
| Самовисування     | 2                           | 8,3  |

#### За округами
| № округу        | Прізвище, ім'я, по батькові    | Дата визнання обраним | Освіта             | Партійна приналежність | Відомості про обраного депутата                      |
| --------------- | ------------------------------ | --------------------- | ------------------ | ---------------------- | ---------------------------------------------------- |
| Партія регіонів |                                |                       |                    |                        |                                                      |
| 1               | Жіляк Василь Федорович         | 05.11.2010            | середня спеціальна | позапартійний          | приватний підприємець                                |
| 2               | Кушнір Людмила Василівна       | 05.11.2010            | середня спеціальна | член Партії регіонів   | лікарня, медична сестра                              |
| 3               | Куриляк Федір Миколаєвич       | 05.11.2010            | середня спеціальна | позапартійний          | приватний підприємець                                |
| 4               | Погар Василь Відорович         | 05.11.2010            | середня            | позапартійний          | приватний підприємець                                |
| 5               | Ваш Корнелій Степанович        | 05.11.2010            | вища               | позапартійний          | приватний підприємець                                |
| 6               | Попович Юрій Оттович           | 05.11.2010            | вища               | позапартійний          | державне лісомисливське господарство, економіст      |
| 7               | Пукман Марія Михайлівна        | 05.11.2010            | середня спеціальна | член Партії регіонів   | дитячий садок, завідувачка                           |
| 8               | Боднар Іван Іванович           | 05.11.2010            | вища               | позапартійний          | державне лісомисливське господарство, лісничий       |
| 9               | Ватаман Степан Степанович      | 05.11.2010            | середня спеціальна | позапартійний          | приватний підприємець                                |
| 12              | Тафійчук Ольга Федорівна       | 05.11.2010            | середня спеціальна | позапартійна           | загальноосвітня школа, вчитель                       |
| 13              | Кіндзерська Людмила Михайлівна | 05.11.2010            | середня спеціальна | позапартійна           | лікарня, медсестра                                   |
| 14              | Юращук Федір Федорович         | 05.11.2010            | середня спеціальна | позапартійний          | державне лісомисливське господарство, майстер лісу   |
| 15              | Ангела Микола Іванович         | 05.11.2010            | середня спеціальна | член Партії регіонів   | ЗАЗ, енергетик                                       |
| 16              | Нам'як Василь Михайлович       | 05.11.2010            | середня            | позапартійний          | пенсіонер                                            |
| 17              | Тітов Іван Григорович          | 05.11.2010            | середня            | позапартійний          | тимчасово не працює                                  |
| 18              | Мельничук Іван Федорович       | 05.11.2010            | середня            | позапартійний          | лікарня, кочегар                                     |
| 19              | Гілазова Валентина Тіберівна   | 05.11.2010            | середня спеціальна | позапартійна           | селищна рада, секретар                               |
| 20              | Глодян Василь Вадимович        | 05.11.2010            | середня            | позапартійний          | державне лісомисливське господарство, лісник         |
| 21              | Пукман Вадим Васильович        | 05.11.2010            | вища               | позапартійний          | державне лісомисливське господарство, мисливознавець |
| 22              | Півненко Віталія Василівна     | 05.11.2010            | середня            | позапартійна           | тимчасово не працює                                  |
| 23              | Жуль Олена Ярославівна         | 05.11.2010            | середня            | позапартійна           | лікарня, молодша медсестра                           |
| 24              | Мечек Рудольф Рудольфович      | 05.11.2010            | середня спеціальна | член Партії регіонів   | дитячий садок, кочегар                               |
| Самовисування   |                                |                       |                    |                        |                                                      |
| 10              | Данюк Павло Олексійович        | 05.11.2010            | середня            | позапартійний          | ПП «Онікс», водій                                    |
| 11              | Штефанюк Тарас Дмитрович       | 05.11.2010            | середня спеціальна | позапартійний          | тимчасово не працює                                  |